# Aroeiras do Itaim
Aroeiras do Itaim is een gemeente in de Braziliaanse deelstaat Piauí. De gemeente telt 2.759 inwoners (schatting 2009).